# 1756 Giacobini
1756 Giacobini је астероид главног астероидног појаса чија средња удаљеност од Сунца износи 2,549 астрономских јединица (АЈ).
Апсолутна магнитуда астероида је 12,2.